# Farreyroles
Farreyroles est une ancienne commune française située dans le département de l'Aveyron. Elle est supprimée en 1833. Son territoire est partagé par ordonnance du Roi, le 12 février 1833, entre les communes de Martrin et de Saint-Sernin.

## Histoire
C'est en 1246, dans un texte indiquant les possessions appartenant à Saure, seconde épouse de Déodat de Caylus, qu'apparait pour la première fois le nom de Farreyroles.
L'église Saint-Matthieu est restaurée en 1857.